# La Brionne
La Brionne is een gemeente in het Franse departement Creuse (regio Nouvelle-Aquitaine) en telt 350 inwoners (2004). De plaats maakt deel uit van het arrondissement Guéret.

## Geografie
De oppervlakte van La Brionne bedraagt 7,1 km², de bevolkingsdichtheid is 49,3 inwoners per km².

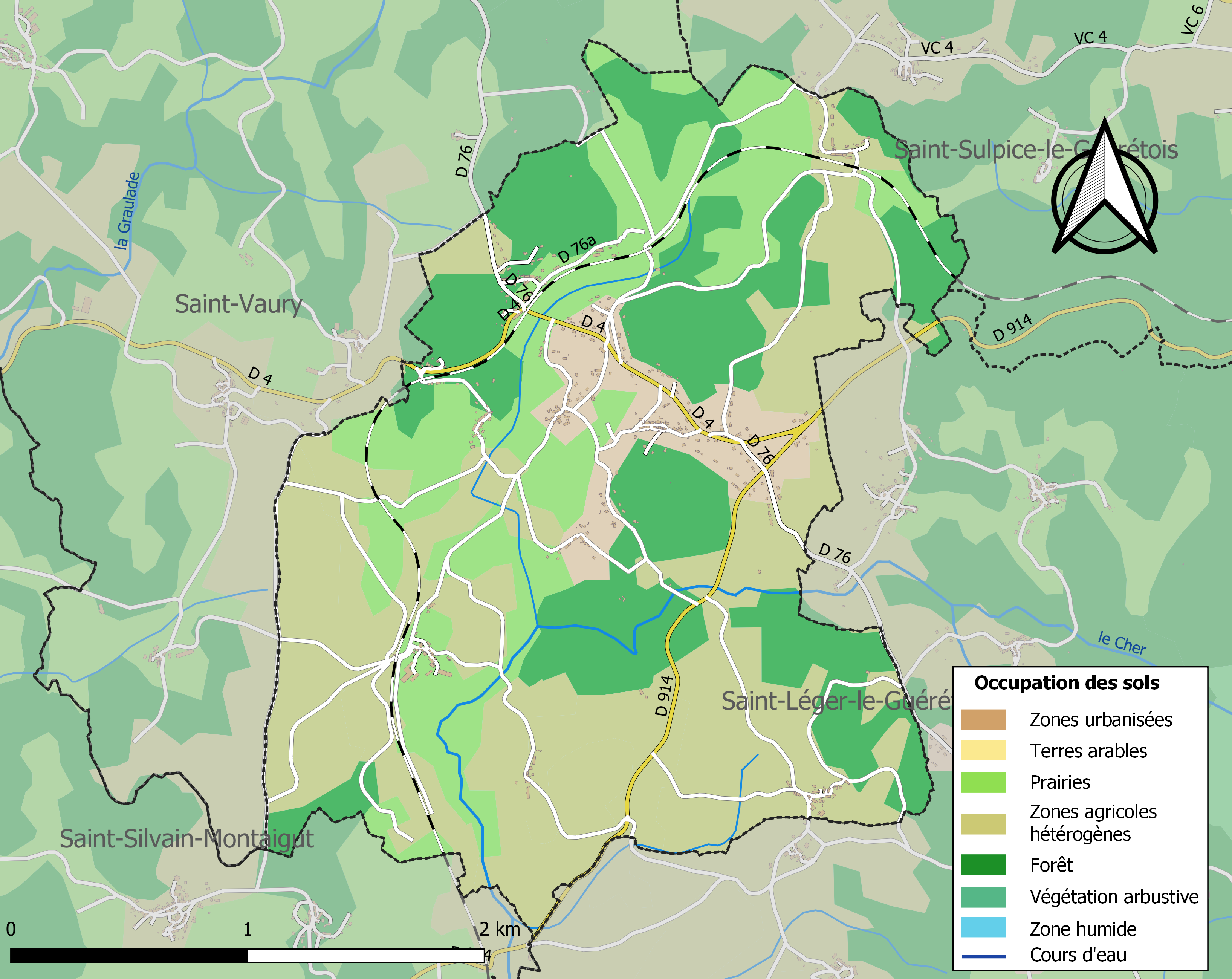
Kaart van de gemeente met de belangrijkste infrastructuur, bodemgebruik en omliggende gemeenten

## Demografie
Onderstaande figuur toont het verloop van het inwonertal (bron: INSEE-tellingen).